# KBS목포방송국
KBS목포방송국(KBS木浦放送局)은 전남 서남부 지역을 가시청권으로 하는 KBS 광주방송총국 소속의 지역국이다.

## 역사
- 1942년 11월 1일 : 목포시 양동 미국선교사 사택에서 조선방송협회 목포방송소로 발족
- 1947년 10월 1일 : 공보처 목포방송국으로 개편 및 호출부호 변경(JODK-HLKN)
- 1947년 10월 7일 : 1950년 5월5일 구청사 준공(석조단층 122평) 및 출력 증강
- 1950년 7월 26일 : 6.25동란으로 해군함정 "단양호 LST"에 AM 송신기를 설치
- 1950년 7월 26일 : 국내 최초 서해안 및 남해안 일대 해상방송실시 (주파수 650KHz)
- 1958년 12월 25일 : 출력 증강
- 1966년 10월 7일 : 영암송신소 기공
- 1967년 2월 25일 : 영암송신소 준공및 출력증강, 주파수 변경(860KHz)
- 1973년 3월 1일 : 한국방송공사 목포방송국으로 기구 개편
- 1977년 3월 18일 : 현 영암송신소 준공 및 출력 증강, 주파수 1,470KHz로 변경
- 1978년 11월 23일 : 국제전기통신연합 ITU가 AM 주파수 간격을 10kHz에서 9kHz로 변경함에 따라 주파수 변경(1,470KHz→1,467KHz)
- 1983년 11월 : 현 청사 기공(목포시 용당동)
- 1984년 12월 22일 : 현 청사 준공
- 1985년 11월 15일 : 목포방송국 스포츠홀 기공
- 1987년 4월 3일 : 목포방송국 스포츠홀 준공
- 1987년 11월 24일 : 목포방송국 TV, FM개국
- 1990년 12월 30일 : 양을산송신소 준공
- 2001년 12월 21일 : 해남 대둔산 표준FM 신설
- 2005년 12월 28일 : 대둔산송신소 증축 및 DTV 개국
- 2008년 12월 30일 : 대둔산 송신소 DMB 개국
- 2010년 10월 6일 : 강진군에서 지상파 아날로그 텔레비전 방송을 종료.
- 2012년 10월 30일 : 전남 서남부 지역 지상파 아날로그 TV 방송 종료
- 2013년 6월 12일 : 전남 서남부 지역 디지털 주파수 재배치 완료

## 방송 송출 시설망

### TV
- 1TV
  - 호출부호 : HLKN-DTV
  - 가상채널 : 9-1

| 송신소        | UHD      | UHD      | UHD    | HD       | HD       | HD    | 송신소 위치                             | 비고        |
| 송신소        | 물리채널 | 물리채널 | 출력   | 물리채널 | 물리채널 | 출력  | 송신소 위치                             | 비고        |
| 송신소        | 1TV      | 2TV      | 출력   | 1TV      | 2TV      | 출력  | 송신소 위치                             | 비고        |
| ------------- | -------- | -------- | ------ | -------- | -------- | ----- | --------------------------------------- | ----------- |
| 대둔산 송신소 | 준비중   | 준비중   | 준비중 | CH 34    | CH 42    | 2kW   | 전남 해남군 현산면 황산리 산1-16        |             |
| 양을산 중계소 | 준비중   | 준비중   | 준비중 | CH 44    | CH 46    | 90W   | 전남 목포시 상동 산55-12                |             |
| 지도 소출력   | 준비중   | 준비중   | 준비중 | CH 34    | CH 42    | 0.05W | 전남 신안군 지도읍 읍내리 353-6         | [ 1 ]       |
| 무안 중계소   | 준비중   | 준비중   | 준비중 | CH 26    | CH 41    | 5W    | 전남 무안군 무안읍                      |             |
| 청계 중계소   | 준비중   | 준비중   | 준비중 | CH 28    | CH 29    | 20W   | 전남 무안군 청계면 상마리 산79-2        |             |
| 도림 소출력   | 준비중   | 준비중   | 준비중 | CH 44    | CH 46    | 0.05W | 전남 무안군 청계면 도림리               | [ 2 ]       |
| 장흥 중계소   | 준비중   | 준비중   | 준비중 | CH 30    | CH 47    | 20W   | 전남 장흥군 장흥읍 행원리 산8           |             |
| 용산 중계소   | 준비중   | 준비중   | 준비중 | CH 19    | CH 20    | 10W   | 전남 장흥군 용산면 금곡리 산22-3        |             |
| 관산 중계소   | 준비중   | 준비중   | 준비중 | CH 28    | CH 30    | 5W    | 전남 장흥군 관산읍 죽교리 산67          |             |
| 대덕 중계소   | 준비중   | 준비중   | 준비중 | CH 20    | CH 33    | 20W   | 전남 장흥군 대덕읍 가학리 산30-5        |             |
| 독천 소출력   | 준비중   | 준비중   | 준비중 | CH 44    | CH 46    | 0.05W | 전남 영암군 학산면 독천리               | [ 2 ]       |
| 영암 중계소   | 준비중   | 준비중   | 준비중 | CH 25    | CH 29    | 20W   | 전남 영암군 영암읍 농덕리 산11 활성산   |             |
| 도초 중계소   | 준비중   | 준비중   | 준비중 | CH 25    | CH 45    | 20W   | 전남 신안군 도초면 고란리 산52-1 용당산 |             |
| 흑산 중계소   | 준비중   | 준비중   | 준비중 | CH 36    | CH 44    | 5W    | 전남 신안군 흑산면 예리 산10-1          |             |
| 계곡 중계소   | 준비중   | 준비중   | 준비중 | CH 29    | CH 30    | 10W   | 전남 해남군 계곡면 성진리 산59-1        |             |
| 화산 중계소   | 준비중   | 준비중   | 준비중 | CH 19    | CH 20    | 5W    | 전남 해남군 화산면 방축리 산18-1        |             |
| 진도 중계소   | 준비중   | 준비중   | 준비중 | CH 29    | CH 30    | 20W   | 전남 진도군 진도읍 교동리 산14-1 북산   |             |
| 의신 중계소   | 준비중   | 준비중   | 준비중 | CH 38    | CH 44    | 10W   | 전남 진도군 의신면 옥대리 산68-2        |             |
| 조도 중계소   | 준비중   | 준비중   | 준비중 | CH 16    | CH 44    | 5W    | 전남 진도군 조도면 창유리 산92          |             |
| 지산 중계소   | 준비중   | 준비중   | 준비중 | CH 19    | CH 20    | 5W    | 전남 진도군 지산면 삼당리 산160-1       |             |
| 군동 중계소   | 준비중   | 준비중   | 준비중 | CH 31    | CH 44    | 20W   | 전남 강진군 군동면 라천리 산50          |             |
| 한학 중계소   | 준비중   | 준비중   | 준비중 | CH 31    | CH 44    | 20W   | 전남 강진군 병영면 한학리 산205 옥녀봉  |             |
| 도암 중계소   | 준비중   | 준비중   | 준비중 | CH 31    | CH 44    | 2W    | 전남 강진군 도암면 석문리 산5           |             |
| 성전 소출력   | 준비중   | 준비중   | 준비중 | CH 34    | CH 42    | 0.05W | 전남 강진군 성전면 월평리               | [ 1 ] [ 2 ] |
| 완도 중계소   | 준비중   | 준비중   | 준비중 | CH 20    | CH 26    | 10W   | 전남 완도군 신지면 대곡리 산254         |             |
| 노화 중계소   | 준비중   | 준비중   | 준비중 | CH 45    | CH 47    | 10W   | 전남 완도군 보길면 중통리 산219-3       |             |
| 청산도 소출력 | 준비중   | 준비중   | 준비중 | CH 34    | CH 42    | 0.05W | 전남 완도군 청산면 도청리               | [ 2 ]       |
| 금일 중계소   | 준비중   | 준비중   | 준비중 | CH 45    | CH 47    | 5W    | 전남 완도군 금일읍 화목리 산53          |             |

아날로그TV
- 1TV
  - 호출부호 : HLKN-TV
- 2TV

| 송신소        | 채널  | 채널  | 출력       | 송신소 위치                             | 비고                                                                    |
| 송신소        | 1TV   | 2TV   | 출력       | 송신소 위치                             | 비고                                                                    |
| ------------- | ----- | ----- | ---------- | --------------------------------------- | ----------------------------------------------------------------------- |
| 양을산 송신소 | CH 27 | CH 29 | 500W       | 전남 목포시 상동 산55-12                |                                                                         |
| 대둔산 중계소 | CH 21 | CH 43 | 500W       | 전남 해남군 현산면 황산리 산1-16        |                                                                         |
| 청계 중계소   | CH 56 | CH 41 | 100W       | 전남 무안군 청계면 상마리 산79-2        |                                                                         |
| 도초 중계소   | CH 28 | CH 30 | 100W       | 전남 신안군 도초면 고란리 산52-1 용당산 |                                                                         |
| 흑산 중계소   | CH 31 | CH 29 | 10W        | 전남 신안군 흑산면 예리 산10-1          |                                                                         |
| 장흥 중계소   | CH 13 | CH 35 | 10W / 100W | 전남 장흥군 장흥읍 행원리 산8           |                                                                         |
| 용산 중계소   | CH 52 | CH 39 | 50W        | 전남 장흥군 용산면 금곡리 산22-3        |                                                                         |
| 관산 중계소   | CH 21 | CH 33 | 10W        | 전남 장흥군 관산읍 죽교리 산67          |                                                                         |
| 대덕 중계소   | CH 53 | CH 35 | 100W       | 전남 장흥군 대덕읍 가학리 산30-5        |                                                                         |
| 영암 중계소   | CH 39 | CH 45 | 100W       | 전남 영암군 영암읍 농덕리 산11 활성산   |                                                                         |
| 계곡 중계소   | CH 13 | CH 41 | 10W / 50W  | 전남 해남군 계곡면 성진리 산59-1        |                                                                         |
| 화원 중계소   | CH 47 | CH 52 | 10W        | 전남 해남군 화원면 청용리 163-16        |                                                                         |
| 화산 중계소   | CH 45 | CH 33 | 10W        | 전남 해남군 화산면 방축리 산18-1        |                                                                         |
| 진도 중계소   | CH 31 | CH 41 | 100W       | 전남 진도군 진도읍 교동리 산14-1 북산   |                                                                         |
| 의신 중계소   | CH 29 | CH 52 | 50W        | 전남 진도군 의신면 옥대리 산68-2        |                                                                         |
| 조도 중계소   | CH 45 | CH 29 | 10W        | 전남 진도군 조도면 창유리 산92          |                                                                         |
| 지산 중계소   | CH 23 | CH 33 | 10W        | 전남 진도군 지산면 삼당리 산160-1       |                                                                         |
| 군동 중계소   | CH 31 | CH 33 | 100W       | 전남 강진군 군동면 라천리 산50          | 2010. 10. 06 강진군 지상파 아날로그TV방송 시범종료사업에 따라 조기 폐소 |
| 한학 중계소   | CH 58 | CH 56 | 100W       | 전남 강진군 병영면 한학리 산205 옥녀봉  | 2010. 10. 06 강진군 지상파 아날로그TV방송 시범종료사업에 따라 조기 폐소 |
| 도암 중계소   | CH 13 | CH 29 | 1W / 10W   | 전남 강진군 도암면 석문리 산5           | 2010. 10. 06 강진군 지상파 아날로그TV방송 시범종료사업에 따라 조기 폐소 |
| 완도 중계소   | CH 39 | CH 41 | 50W        | 전남 완도군 신지면 대곡리 산254         |                                                                         |

### 라디오
| KBS목포 제1라디오         | KBS목포 제1라디오 | KBS목포 제1라디오 | KBS목포 제1라디오 | KBS목포 제1라디오                | KBS목포 제1라디오 |
| 송신소                    | 주파수            | 출력              | 호출부호          | 송신소 위치                      | 방송구역&비고 |
| ------------------------- | ----------------- | ----------------- | ----------------- | -------------------------------- | --- |
| 영암 송신소               | AM 1467kHz        | 50kW              | HLKN              | 전남 영암군 삼호읍 난전리 558-2  | 목포시 일원, 해남군 일부, 영암군 일부, 장흥군 일부, 나주시 일부, 담양군 일부, 곡성군 일부, 구례군 일부, 보성군 일부, 화순군 일부 |
| 대둔산 송신소             | FM 105.9MHz       | 2kW               | HLKN-SFM          | 전남 해남군 현산면 조산리 산84-1 | 목포시 일원, 해남군 일원, 장흥군 일부, 강진군 일부, 영암군 일부, 무안군 일부, 함평군 일부, 완도군 일부, 진도군 일부, 신안군 일부, 나주시 일부, 담양군 일부, 곡성군 일부, 구례군 일부, 보성군 일부, 화순군 일부, 영광군 일부, 장성군 일부, 광주광역시 일부 |
| KBS광주 제2라디오(해피FM) |                   |                   |                   |                                  | |
| 송신소                    | 주파수            | 출력              | 호출부호          | 송신소 위치                      | 방송구역&비고 |
| 대둔산 중계소             | FM 88.1MHz        | 100W              | -                 | 전남 해남군 현산면 조산리 산84-1 | 목포시 일부, 해남군 일부, 장흥군 일부, 강진군 일부 영암군 일부, 완도군 일부, 진도군 일부, 무안군 일부, 신안군 일부, 함평군 일부 |
| KBS목포 음악FM            |                   |                   |                   |                                  | |
| 송신소                    | 주파수            | 출력              | 호출부호          | 송신소 위치                      | 방송구역&비고 |
| 양을산 송신소             | FM 98.3MHz        | 1kW               | HLKN-FM           | 전남 목포시 상동 산55-12         | 목포시 일원, 해남군 일부, 장흥군 일부, 강진군 일부, 영암군 일부, 무안군 일부, 함평군 일부, 완도군 일부, 진도군 일부, 신안군 일부, 나주시 일부 전남동부권 여수MBC FM4U와 동일한 주파수                                                                     |

### 라디오 시보 멘트
제 1라디오
- 한국인의 중심채널 KBS 제1라디오가 잠시 후 OO시를 알려드립니다. AM 1467KHz FM 105.9MHz KBS 목포 라디오입니다. HLKN

음악FM
- 좋은 방송 밝은 내일 KBS가 OO시를 알려드립니다. FM 98.3MHz KBS 목포 FM 방송입니다.

## 제작 프로그램

### 1라디오
- 목포 · 전남권 뉴스

| 프로그램명                  | 방송시간            | 편성시간                | 진행        |
| --------------------------- | ------------------- | ----------------------- | ----------- |
| KBS 제1라디오 9시 뉴스      | 월요일 ~ 금요일 5분 | 오전 9시 ~ 9시 5분      | 김석훈      |
| KBS 제1라디오 정오종합뉴스  | 월요일 ~ 금요일 5분 | 낮 12시 15분~ 12시 20분 | 김예은      |
| KBS 제1라디오 오후 5시 뉴스 | 월요일 ~ 금요일 5분 | 오후 5시 ~ 5시 5분      | 김예은      |
| KBS 제1라디오 오후 6시 뉴스 | 토요일 ~ 일요일 5분 | 저녁 6시 ~ 6시 5분      | 광주 수중계 |

- 프로그램
  - 출발 서해안 시대 : 월~금,(08:30 ~ 08:58, 28분) (진행 김석훈)
  - 생방송 남도...톡톡 : 월~금,(11:30 ~ 11:58, 28분) (진행 김석훈)
  - 라디오 매거진 오늘 : 월~금,(17:05 ~ 17:58, 53분) (진행 김예은)

#### 종영 프로그램
- 라디오 상담실 (2023년 3월 3일자로 폐지)

## 아나운서
- 김석훈: 2022년 정년퇴임, 2024년 프리랜서(재입사)
- 김예은: 2023년(프리랜서)입사

## 전직 아나운서
- 김종식:전직 아나운서
- 박지훈:전직 아나운서
- 곽현희:전직(프리랜서)
- 공민지:전직(프리랜서)
- 임혜린:전직(프리랜서)
- 양혜선:전직(프리랜서)
- 김지현:전직(프리랜서)
- 박은혜:전직(프리랜서)
- 정윤심: 2024년 정년퇴임

## 기자, PD
- 최정민 방송부장
- 김광진
- 김애린
- 이승준
- 조민웅
- 유도한
- 조철인
- 손광우 프로듀서